# آلائخس
آلائخس (به اسپانیایی: Alaejos) یک شهرستان در اسپانیا است که در استان وایادولید واقع شده‌است.